# Светлановское

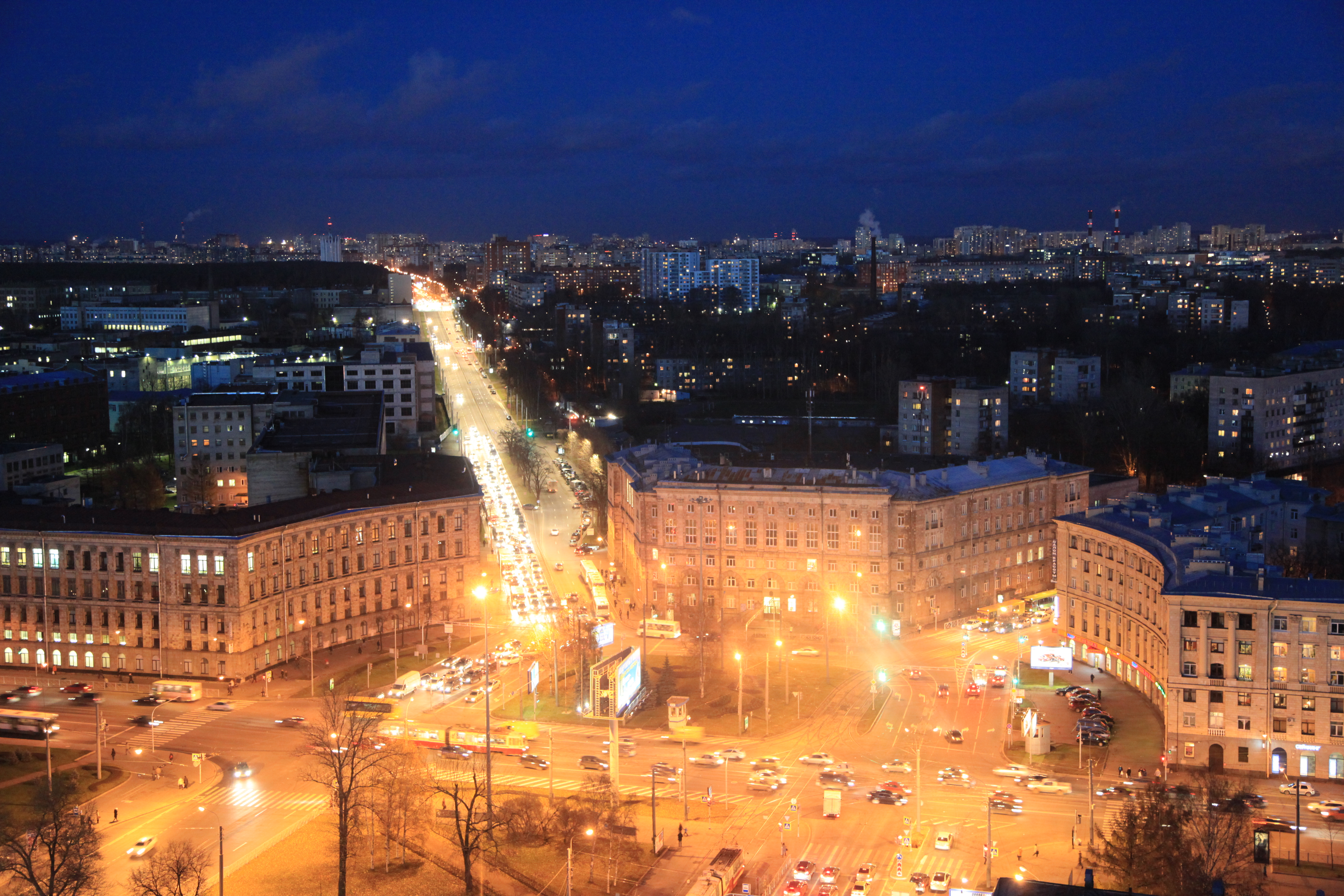
Светлановская площадь

Светла́новское — муниципальный округ № 13 в составе Выборгского района Санкт-Петербурга. Включает в себя исторические районы Удельная, Лесной, Сосновка (кроме восточной части и собственно парка «Сосновка») и парк Лесотехнической академии. Название округа, также как названия Светлановская площадь и Светлановский проспект, связаны с названием одного из крупнейших предприятий Выборгского района — завода «Светлана». Площадь Муниципального образования Светлановское составляет 2203,13 га. Население — 89 647 чел. (2016). Общая площадь зеленых насаждений в муниципальном округе – 139,4 га, (Удельный парк, парк Лесотехнической академии, зеленая зона в районе Серебряного пруда)
Ведущую роль в промышленности играют предприятия «Светлана», «Магнетон», «Позитрон» и многие другие. Предприятия производят электротехнические изделия, радиотехнику, разнообразные товары народного потребления, изделия пищевой промышленности, изделия для оборонной промышленности. В муниципальном округе активно ведется строительство, благодаря этому реализуются проекты социальной направленности. Территория муниципального округа хорошо связана с центром города Московско-Петроградской и Кировско-Выборгской линиями метро, на территории находятся станции метро «Удельная».
На территории муниципалитета расположены крупнейшие российские научные и учебные центры - Физико-технический институт им. Иоффе, Радиевый институт им. Хлопина, НИИ телевидения, Лесотехническая академия, Главная геофизическая обсерватория им. Воейкова, НИИ лесного хозяйства.

## Население
| 2002    | 2010    | 2012    | 2013    | 2014    | 2015    | 2016    | 2017    | 2018    |
| ------- | ------- | ------- | ------- | ------- | ------- | ------- | ------- | ------- |
| 83 782  | ↗85 508 | ↗85 830 | ↗85 885 | ↗86 412 | ↗86 710 | ↗87 072 | ↗87 140 | ↘86 558 |
| 2019    | 2020    | 2021    | 2023    | 2025    |         |         |         |         |
| ↘86 387 | ↘85 243 | ↗90 979 | ↘90 520 | ↘90 456 |         |         |         |         |